# Tom Noonan
Tom Noonan (ur. 12 kwietnia 1951 w Greenwich) – amerykański aktor, reżyser i scenarzysta.

## Życiorys

### Wczesne lata
Urodził się i wychował w Greenwich w stanie Connecticut jako syn Rity (z domu McGannon), nauczycielki matematyki, i Johna Noonana, Sr., muzyka jazzowego i dentysty. Miał starszego brata Johna Forda Noonana Jr. (1941–2018) oraz dwie siostry - Rosemary i Caroline. W 1973 studiował aktorstwo na Uniwersytecie Yale. Potem przeniósł się do Bostonu.

### Kariera
Swoją aktorską karierę rozpoczął jako muzyk, gitarzysta i kompozytor na Manhattanie, współpracując z takimi zespołami teatralnymi jak Mabou Mines i The Wooster Group, w składzie którego był także Willem Dafoe. W 1977 zadebiutował na Off-Broadwayu w przedstawieniu Split. W 1978 wystąpił w spektaklu Sama Sheparda Buried Child. Grał też w teatrze na Brodway'u. 
W 1980 po raz pierwszy trafił na ekran w komediodramacie Paula Mazursky’ego Willie i Phil z Michaelem Ontkeanem, Margot Kidder i Rayem Sharkeyem. Najprawdopodobniej jego dość duży wzrost (198 cm.) i niezbyt atrakcyjna aparycja były powodem, że obsadzany był głównie w horrorach i thrillerach w rolach czarnych charakterów. Największy rozgłos przyniosła mu rola w filmie Manhunter (1986, pol. Łowca) w którym wcielił się w postać psychopatycznego zabójcy Francisa Dollarhyde. W swoim dorobku artystycznym Noonan ma również autorstwo sztuk teatralnych, z których dwie sfilmował (What happened was... i The Wife). Od wielu lat pojawia się również na szklanym ekranie, min. w serialach Z Archiwum X, CSI: Kryminalne zagadki Las Vegas.

## Życie osobiste
W latach 1992–1999 był żonaty z Karen Young, z którą ma dwoje dzieci.

## Filmografia

### Filmy kinowe
- 1980 Gloria
- 1980 Wrota niebios
- 1983 Dopaść Ediego
- 1986 F/X
- 1986 Łowca
- 1987 Łowcy potworów
- 1989 Mystery Train
- 1990 RoboCop 2
- 1993 Bohater ostatniej akcji
- 1995 Gorączka
- 1998 Phoenix
- 1999 Żona astronauty
- 2001 Obietnica
- 2002 Atak pająków
- 2006 Krew za krew
- 2007 Śnieżne anioły
- 2008 Synekdocha, Nowy Jork
- 2008 Abecadło mordercy
- 2009 Dom diabła
- 2014 Late Phases

### Seriale TV
- 1984 Opowieści z ciemnej strony
- 1994 Północ-Południe
- 1996 Zdarzyło się jutro
- 1996 Z archiwum X
- 2002 CSI: Kryminalne zagadki Las Vegas
- 2003, 2008 Prawo i porządek
- 2009-2011 Układy
- 2010 Louie
- 2011 The Cape
- 2011-2012 Hell on Wheels